# Saladoide
Saladoide é uma cultura arqueológica que se espalhou por todo o Caribe Oriental. Corresponde à migração de grupos arahuacos a partir do nordeste da Venezuela até as Pequenas Antilhas. Estes grupos se originaram curso inferior do rio Orinoco próximo das populações modernas de Saladero e Barrancas na Venezuela. Como não se sabe o nome do povo que tinha essa cultura, eles são chamados de Saladoides, referindo-se ao sítio Saladero, onde são encontradas as cerâmicas características. Alguns autores consideram que os portadores desta cultura são ancestrais dos lucayos que viviam nas Bahamas no momento do contato com Cristóvão Colombo.